# Kempehof
Kempehof is een buurt in de wijk Kemperkoul in de Nederlandse plaats Sittard (gemeente Sittard-Geleen). Het is de kleinste woonbuurt van Kemperkoul en ligt in het noordwestelijk deel van deze wijk. Ze wordt in het noorden begrensd door de oude dorpskern Broeksittard, in het oosten door de buurt Europapark, in het zuiden door Lahrhof en in het westen door Vrangendael.
Kempehof was de tweede woonbuurt die in de uitbreidingswijk Kemperkoul gerealiseerd werd na Lahrhof en werd opgeleverd tussen 1986 en 1988. De buurt sluit qua structuur en sfeer aan bij Lahrhof met soortgelijke woningtypen (rijtjeswoningen), bouwstijlen en stratenpatroon. Er zijn in tegenstelling tot Lahrhof uitsluitend eengezinswoningen aanwezig. De straatnamen verwijzen naar hertogen en andere belangrijke personen uit de historische landen Brabant, Gelre en Gulik. Een brede groenstrook deelt de bebouwing op in een noordelijk en een zuidelijk deel.
Aan de westelijke rand van de woonbuurt bevindt zich het BOSS-park, een groot sport- en speelterrein waar onder andere de amateurvoetbalvereniging Sporting Sittard '13 zijn thuisbasis heeft. Andere voorzieningen (school, winkels) zijn te vinden in het nabijgelegen Lahrhof.